# Brundo Rjavček
Brundo Rjavček je otroški strip. Napisal in narisal ga je Marjan Manček. 

## Vsebina
Medved Brundo Rjavček je nekega dne zjutraj spal v postelji, čeprav je zunaj kikirikal petelin in zvonila budilka. Zbudil se je šele, ko je mimo njegove sobe priletela čebela.
Ko je vstal, mu je mama dala brisačo in mu naročila, naj se hitro umije. Brundo Rjavček je tako hitel, da je stopil na krožnik z mlekom ter se z njim polil od glave do pet.
Malce kasneje, ko se je igral pod mizo, je bil tako neroden, da je vaza padla na tla in se razbila. Preštel je razbitine in vprašal mamo, če ve iz koliko delov je sestavljena vaza.
Čez nekaj časa se je dobil s prijatelji in skupaj so se šli igro »Ti loviš«. Zajec je izbral tistega, ki bo lovil prvi. To je bil medved Brundo. Brundo Rjavček je lovil čebelo, vendar je kmalu ona lovila njega, saj ji je ukradel panj.
Nato je muca prišla do Brunda, ki je stal ob ribniku z ribiško palico. Muca ga je vprašala, kaj lovi. Bruno je potegnil ribiško palico in ko je videl, da je ujel kos železa, je rekel, da zbira staro železo.
Ko se je Brundo igral na travniku, je za njim prišla muca in ga vprašala, kaj počne. Povedal ji je, da nabira rožice. Muca se je razveselila in ugibala, ali jih nabira zanjo. Brundo pa ji je hladno odgovoril, da jih nabira za čebelico.
Kasneje, ko je Brundo z balonom srečal zajčka, ki je imel lok in puščico, ga je Brundo nagovoril, da mu je dal balon v zameno za lok in puščico. Zajček ni vedel, kaj bo Brundo počel z lokom in puščico, a kmalu je izvedel, saj mu je poredni Brundo s puščico počil balon.
Ponoči, ko je Brundo gledal nebo, je do njega prišla muca in ga vprašala, kaj počne. Odgovoril ji je, da čaka, da pade zvezda z neba. Začelo je snežiti, Brundo Rjavček pa je mislil, da padajo zvezde, zato se je zelo razveselil. Muca mu je povedala, da pada sneg.
Naslednje jutro, ko je bilo na hribu veliko snega, se je Brundo Rjavček odločil, da bo naredil sneženega moža. A še preden je uspel to povedati muci, ki ga je čakala pod vznožjem hriba, se je s kepo skotalil po hribu navzdol. Obtičal je v kepi snega in bil zelo podoben medvedjemu snežaku.
Ko se je Brundo izkopal iz snega, se je šel sankat. Spustil se je po drugi strani hriba navzdol in od veselja vzkliknil, kako rad se sanka. Ker ni bil pozoren, se je zaletel naravnost v snežaka, a sanke se niso ustavile. Brundo Rjavček se je s snežakom vred odpeljal naprej, kar pa ga je le še bolj razveselilo.
Čez nekaj časa, ko se je sneg stopil, se je Brundo Rjavček igral zunaj ob pesku. Mimo je prišla muca, ter se je usedla k njemu. Povedala mu je, da bo morala domov ob peti uri. Ko sta slišala kukavico iz gozda, ki se je oglasila štirikrat, je bil Brundo Rjavček nesramen in rekel je muci, da je ura odbila pet.
Brundo Rjavček je prišel do muce, ki se je gugala na gugalnici. Vprašal jo je, če jo lahko porine. Muca mu je dovolila, saj se je želela bolj močno gugati, on pa jo je porinil tako močno, da je padla iz gugalnice.
Brundo je muci vzel punčko in z njo plesal in pel »Ringa ringa raja«. Muca se je ustrašila za svojo punčko, zato mu jo je vzela. Brundo je jokal. Ko je pritekel kuža, ga je vprašal, kdo je nagajal, je medo odgovoril: »Muca pa nagaja.«
Ko se je Brundo igral in ga je klicala mama, ki jo je Bruno ignoriral, dokler ni omenila tete Mede. Potem je Brundo hitro stekel, saj se je spomnil na Medine kolače.
Ko se je šel Brundo zvečer kopat, je igrivo skočil v banjo. A je čofnil tako, da je iz banje pljusknila vsa voda.

## Analiza stripa
V stripu nastopajo naslednje osebe: Brundo Rjavček, muca, zajec, kuža in mama.
Brundo Rjavček je bil navihan, neroden, nubogljiv in nevzgojen medvedek. Muca bi bila rada Brundova prijateljica, a njemu ni preveč do tega. Zajec je bil prijazen in je z Brundom zamenjal balon za lok ter puščico, žal pa mu ta prijaznosti ni vrnil.

## Spletni viri
- http://www.google.si/search?hl=sl&q=marjan+man%C4%8Dek&btnG=Iskanje&meta=cr%3DcountrySI
- http://www.napovednik.com/dogodek46417_marjan_mancek_in_giorgio_bordini_zivel_strip